# فوتبال در المپیک تابستانی ۱۹۹۶ – مسابقات زنان
بازی‌های المپیک تابستانی ۱۹۹۶ که در آتلانتا، جورجیا و در ایالات متحده آمریکا برگزار شد؛ اولین المپیکی بود که در آن مسابقات فوتبال زنان انجام می‌شد.در این مسابقات ۸ تیم ملی زنان از چهار کنفدراسیون قاره‌ای حضور داشتند. این ۸ تیم در دو گروه ۴ تیمی تقسیم شدند که هر یک از این گروه‌ها رقابت‌های دوره‌ای (که در میامی، اورلاندو، برمینگم، واشینگتن میزبانی می‌شد) انجام می‌دادند. در پایان مرحلهٔ گروهی تیم‌های اول و دوم به مرحلهٔ حذفی (که در ورزشگاه سانفورد انجام می‌شد) که با نیمه نهایی آغاز و با رسیدن به فینال در تاریخ ۱ اوت، ۱۹۹۶ به اوج خود می‌رسید راه پیدا می‌کردند.

## مرحلهٔ حذفی
|  | نیمه‌نهایی‌                       | نیمه‌نهایی‌              |   |             | نهایی       | نهایی |  |
|  |                                 |                        |   |             |             |       |  |
|  | ژوئیه ۲۸ - آتن، جورجیا          |                        |   |             |             |       |  |
|  | چین                             | ۳                      |   |             |             |       |  |
|  | برزیل                           | ۲                      |   |             |             |       |  |
|  |                                 |                        |   |             |             |       |  |
|  |                                 |                        |   |             | ۱ اوت - آتن |       |  |
|  |                                 |                        |   |             | چین         | ۱     |  |
|  |                                 | ایالات متحده آمریکا    | ۲ |             |             |       |  |
|  |                                 |                        |   |             |             |       |  |
|  |                                 |                        |   |             |             |       |  |
|  |                                 |                        |   |             | مقام سومی   |       |  |
|  | ژوئیه ۲۸ - آتن، جورجیا          | ژوئیه ۲۸ - آتن، جورجیا |   | ۱ اوت - آتن | ۱ اوت - آتن |       |  |
|  | نروژ                            | ۱                      |   | برزیل       | ۰           |       |  |
|  | ایالات متحده آمریکا (وقت اضافه) | ۲                      |   |             | نروژ        | ۲     |  |

## رده‌بندی نهایی
| رده | تیم                       | بازی انجام داده | برد | تساوی | باخت | گل زده | گل خورده | تفاضل گل | امتیازات |
| --- | ------------------------- | --------------- | --- | ----- | ---- | ------ | -------- | -------- | -------- |
| ۱   | ایالات متحده آمریکا (USA) | ۵               | ۴   | ۱     | ۰    | ۹      | ۳        | +۶       | ۱۳       |
| ۲   | چین (CHN)                 | ۵               | ۳   | ۱     | ۱    | ۱۱     | ۵        | +۶       | ۱۰       |
| ۳   | نروژ (NOR)                | ۵               | ۳   | ۱     | ۱    | ۱۲     | ۶        | +۶       | ۱۰       |
| ۴   | برزیل (BRA)               | ۵               | ۱   | ۲     | ۲    | ۷      | ۸        | –۱       | ۵        |
| ۵   | آلمان (GER)               | ۳               | ۱   | ۱     | ۱    | ۶      | ۶        | ۰        | ۴        |
| ۶   | سوئد (SWE)                | ۳               | ۱   | ۰     | ۲    | ۴      | ۵        | –۱       | ۳        |
| ۷   | ژاپن (JPN)                | ۳               | ۰   | ۰     | ۳    | ۲      | ۹        | –۷       | ۰        |
| ۸   | دانمارک (DEN)             | ۳               | ۰   | ۰     | ۳    | ۲      | ۱۱       | –۹       | ۰        |